# Пантен (кладбище)
Кладбище Пантен (фр. Cimetière parisien de Pantin) — кладбище, расположенное к северо-востоку от Парижа в городе Пантен департамента Сен-Сен-Дени. Крупнейшее кладбище Парижа и Франции в целом и один из трёх парижских некрополей (наряду с Баньё и Тье), расположенных за пределами городской территории. В настоящее время на кладбище имеется около 200 тысяч захоронений, в целом же на нём покоится около миллиона человек. Кладбище открыто для новых захоронений (в среднем около 5 тысяч в год).
Создано 15 ноября 1886 года одновременно с кладбищем Баньё. В целом, несмотря на свои размеры, является одним из наименее известных и посещаемых туристами городских некрополей.
Из известных людей на нём покоятся кинорежиссёр Жан-Пьер Мельвиль, актриса Сандра Милованофф и шахматист Савелий Тартаковер.
На кладбище имеются обширные еврейский и китайский буддистский участки.